# (91) Эгина
(91) Эгина (лат. Aegina) — астероид главного пояса, который был открыт 4 ноября 1866 года французским астрономом Эдуаром Стефаном в Марсельской обсерватории и назван в честь древнегреческой наяды Эгины, дочери речного бога Асопа.

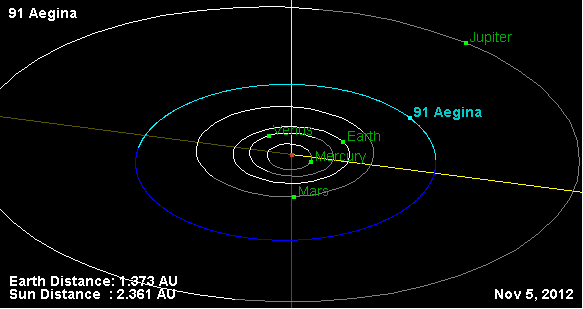
Орбита астероида Эгина и его положение в Солнечной системе

Диаметр астероида был уточнён после анализа результатов, полученных с помощью инфракрасной космической лаборатории IRAS.
В 1994—1995 годах, в рамках совместной программы Европейской южной обсерватории и Харьковской астрономической обсерватории, был определён период вращения астероида.